# مرادیه
مرادیه یا برکری  (به ارمنی: Բերկրի)،(به کردی: Bêgirî) شهری است در کشور ترکیه که در استان وان واقع شده‌است. جمعیت این شهر بر اساس سرشماری سال ۲۰۰۸ میلادی ۱۴٬۸۳۰ نفر و بر اساس برآوردهای سال ۲۰۰۹ میلادی ۱۵٬۸۴۴ نفر می‌باشد.